# Wilhelm Sievers (Bischof)
Wilhelm Sievers (* 5. April 1931 in Schönkirchen bei Kiel) ist emeritierter Bischof der Evangelisch-Lutherischen Kirche in Oldenburg.

## Leben und Wirken
Nach seinem Theologiestudium in Kiel und Heidelberg nahm Wilhelm Sievers noch ein zusätzliches Studium der Rechtswissenschaft in Bonn auf. Sievers promovierte zum Dr. jur.
Im Jahre 1958 wurde Sievers zum Pastor ordiniert und übernahm noch im selben Jahr die Stelle eines Gemeindepastors in Kiel. Bereits 1960 tauschte er sie mit der Aufgabe eines Brüderpastors in Rickling bei Neumünster in Holstein ein. Als Brüderpastor war er verantwortlich für die Ausbildung der Diakone am Schleswig-Holsteinischen Brüderhaus in Rickling. Darüber hinaus betreute er einen Gemeindebezirk in der Ev.-Luth. Kirchengemeinde Rickling und war in der Seelsorge in den Anstalten des Landesvereins für Innere Mission in Rickling tätig.
Seine Nachfolge in Rickling trat 1967 Pastor Leberecht le Coutre aus Krusendorf an.

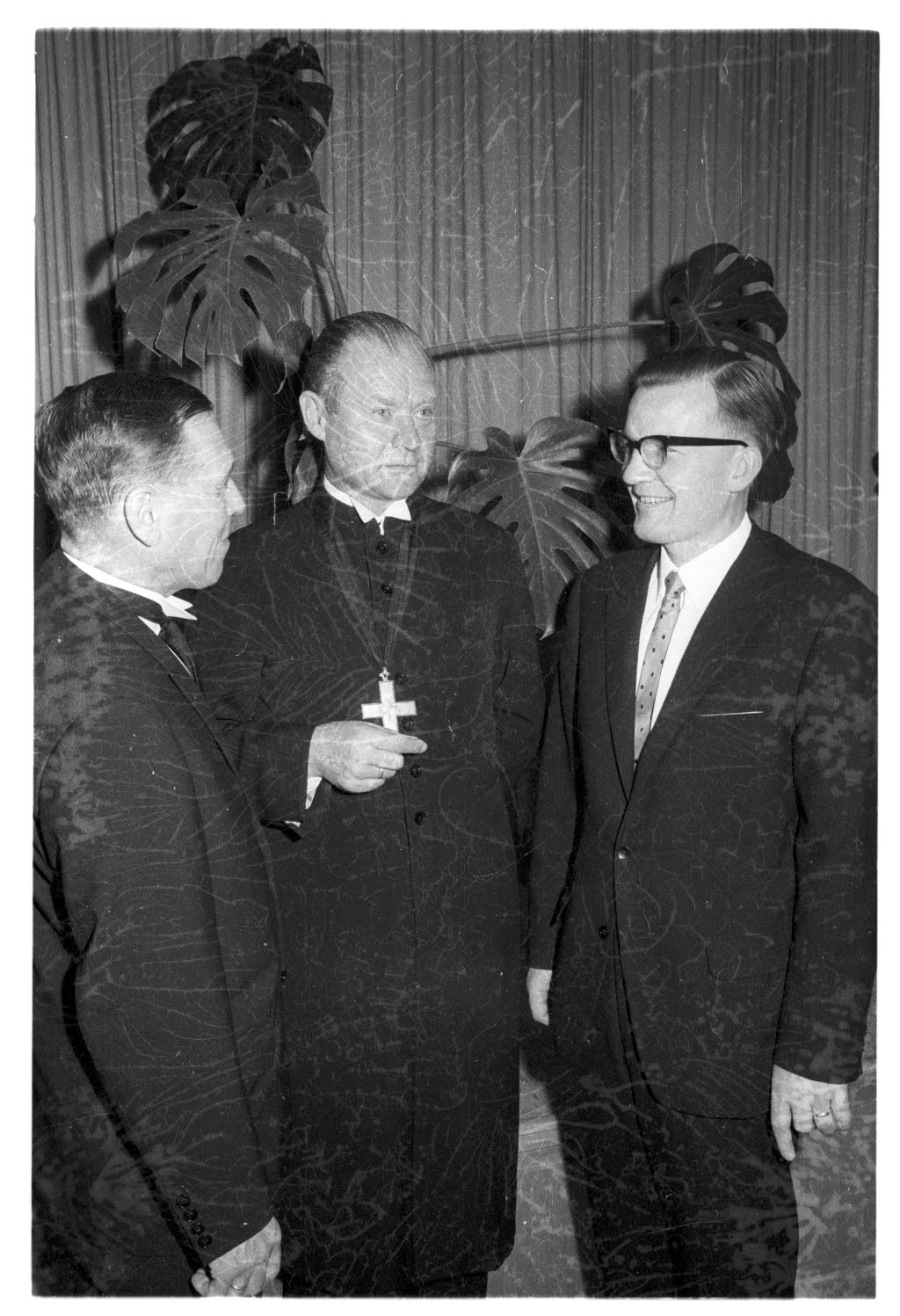
Wilhelm Sievers (rechts) bei seiner Amtseinführung in Kronshagen 1966

Von 1966 bis 1971 war Sievers Pastor in Kronshagen bei Kiel und nahm von 1971 bis 1985 das Amt eines Pastors und Propstes in Kappeln (Kirchenkreis Angeln) wahr. Hier erwarb er den Spitznamen Propst Zack-Zack.
Im Jahre 1985 wurde Wilhelm Sievers als Nachfolger von Hans-Heinrich Harms zum Bischof der Evangelisch-Lutherischen Kirche in Oldenburg gewählt und eingeführt. Er nahm dieses Amt bis 1998 wahr und lebt seither im Ruhestand in Preetz in Holstein.
Sein Nachfolger im Oldenburger Bischofsamt war Peter Krug, der im September 2008 in den Ruhestand trat.

## Publikationen (Auswahl)
- Der Christ und seine Kirche. Plädoyer für ein evangelisches Kirchenbewusstsein. Luth. Verlags-Haus, Hannover 1982.
- Im geistlichen Amt. Luth. Verlags-Haus, Hannover 1989.
- Leben – auf die Einstellung kommt es an. Luth. Verlags-Haus, Hannover 1991.
- Das Bekenntnis der Kirche und der Glaube des Christen. Luth. Verlags-Haus, Hannover 1996.
- Christlicher Glaube für Aufgeklärte. Lutherische Verlagsgesellschaft, Kiel 2014.

## Weblink
- Literatur von und über Wilhelm Sievers im Katalog der Deutschen Nationalbibliothek

| Personendaten    | Personendaten                                                                   |
| ---------------- | ------------------------------------------------------------------------------- |
| NAME             | Sievers, Wilhelm                                                                |
| KURZBESCHREIBUNG | deutscher Geistlicher, Bischof der Evangelisch-Lutherischen Kirche in Oldenburg |
| GEBURTSDATUM     | 5. April 1931                                                                   |
| GEBURTSORT       | Schönkirchen bei Kiel                                                           |